# 新堰镇
新堰镇，是中华人民共和国湖北省孝感市汉川市下辖的一个乡镇级行政单位。

## 行政区划
新堰镇下辖以下地区：
杨业陂社区、高湖村、螺丝湖村、周堤村、吕巷村、谢集村、南北村、长份村、左渡村、三合村、中支村、芦子村、东湖沟村、袁李村、冯湾村、六合村、冯新村、杨业村、保丰村、木瓜岭村、良湾村、牛咀村、三四村、群力村、七星村、江边堰村、倪集村、九联村、汪台村、陈集村和十裴村。